# Torii Kiyonobu I
Torii Kiyonobu I,  (鳥居 清信?), noto anche come Shōbei (庄兵衛?) (Osaka, 1664 – Edo, 22 agosto 1729), è stato un pittore giapponese, oltre che xilografo.

## Biografia

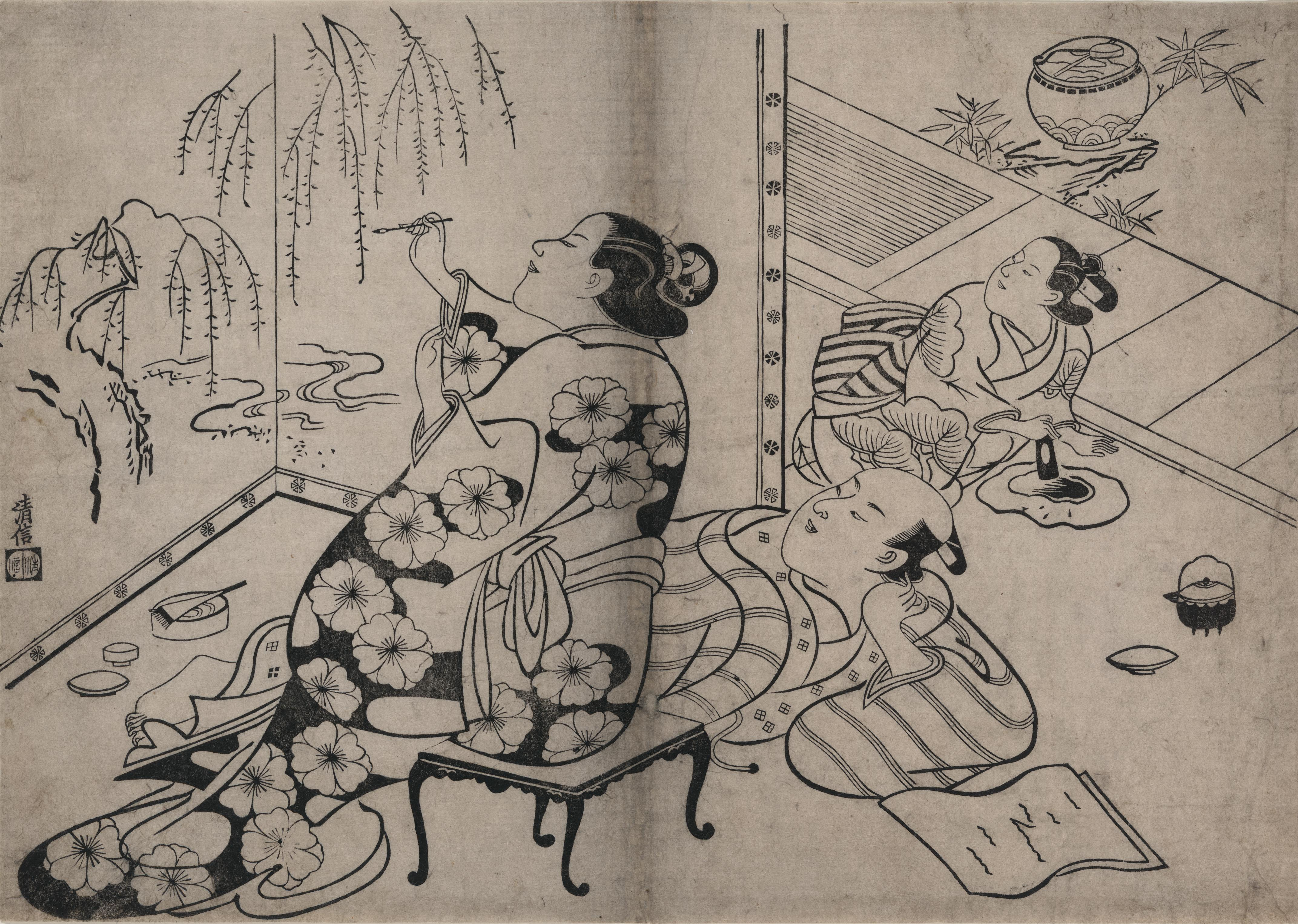
La cortigiana dipinge uno schermo, xilografia ukiyo-e del XVIII secolo.

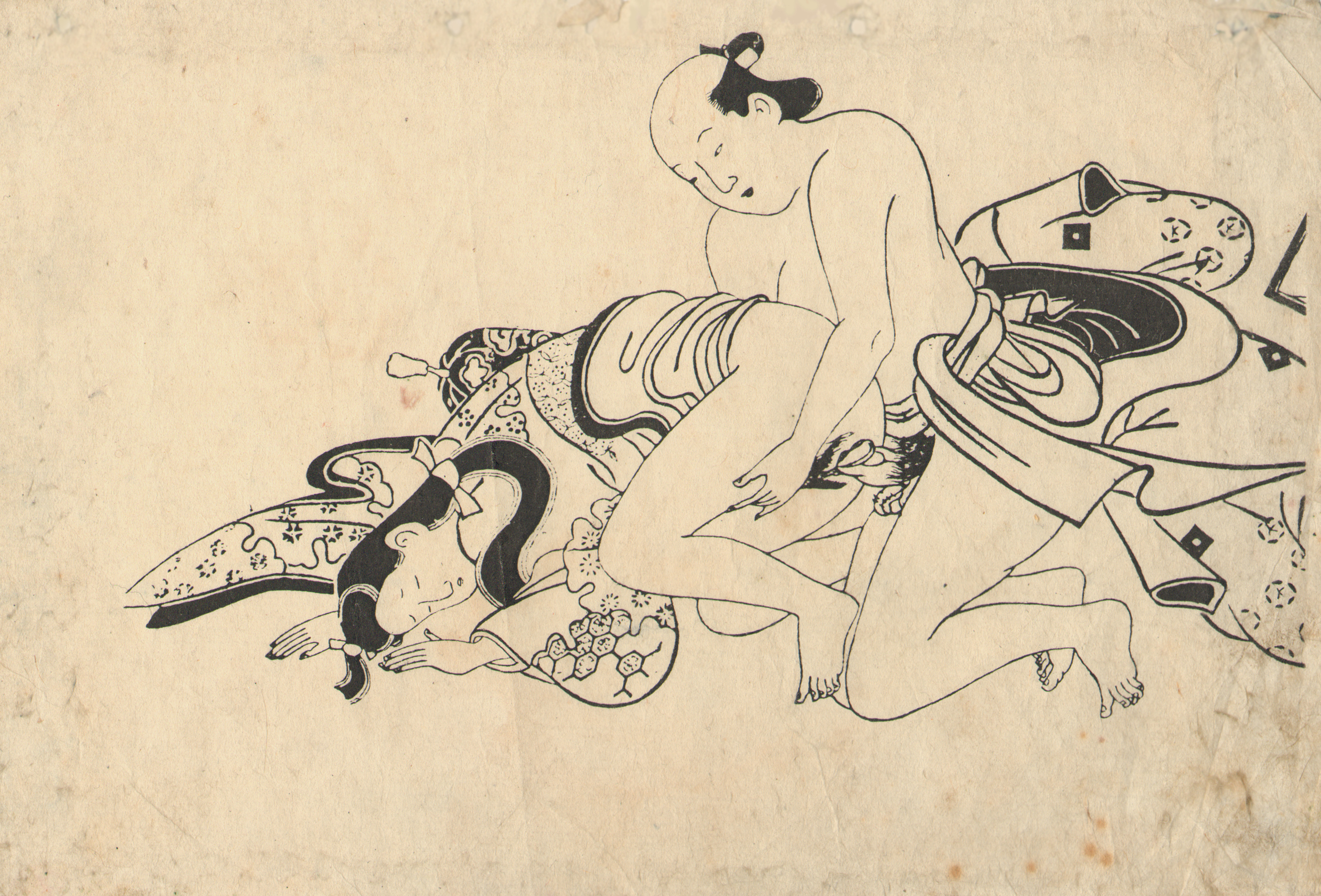
xilografia. Shunga. 1703.

Torii Kiyonobu I fu il fondatore, nel 1690, dell'unica scuola ukiyo-e sopravvissuta fino ad oggi, quella dei Torii, con la quale inaugurò il genere dei 'ritratti d'attore', caratterizzati da una grande profondità psicologica e una eleganza stilistica.
L'ukiyo-e è un genere di stampa artistica giapponese su carta, impressa con matrici di legno, fiorita nel periodo Edo, tra il XVII e il XX secolo, eseguita inizialmente in nero e successivamente a colori.
Torii ha imparato a dipingere grazie agli insegnamenti di suo padre, Torii Kiyomoto, di professione pittore e attore, che recitò in ruoli femminili a Ōsaka, e in un secondo tempo seguì le lezioni di Hishikawa Moronobu, che lo influenzò notevolmente.
In seguito la famiglia si trasferì a Edo (ora Tokyo) nel 1687, e Torii iniziò la sua carriera artistica dedicandosi alla creazione di manifesti teatrali per il teatro Kabuki, di brillanti scene storiche,, di illustrazioni di libri nello stile Ukiyo-e, di ritratti delle bellezze del suo tempo in uno stile realistico e incantevole, ma soprattutto di numerosi ritratti di attori del Kabuki da riprodurre come stampe. L'artista avvierà un rapporto talmente solido con i teatri kabuki di Edo che la scuola Torii manterrà il monopolio sui poster kabuki fino al XX secolo.
Torii Kiyonobu I fu un maestro sia per la tecnica ukiyo-e, grazie alla quale le stampe venivano colorate con la lacca, sia per quella beni-ye, contraddistinte dalla prevalenza della tempera del carminio.
Le opere di Torii Kiyonobu I si distinsero per uno stile libero e potente, soprannominato hyotan mimizugaki, caratterizzato da forti e affusolate pennellate, dalle linee audaci, fluide ed espressive, dalle forme piene e arrotondate, dalla libertà di spirito.
Le sue opere diventarono popolari perché condividevano lo stato d'animo generale dei drammi Kabuki contemporanei, e sono state elogiate dagli scrittori contemporanei.
Le sue opere più importanti furono Shōgi gachō ("Album fotografico di cortigiane") e i due volumi Fūryū shihō byōbu ("Ritratti di famosi attori"), pubblicati nel 1700.
La scuola di Torii Kiyonobu I ebbe come allievo e successore Kiyonobu II, considerato da alcuni storici dell'arte come il figlio, invece da altri come il fratello minore, oltre che Chinchō Motonobu, Torii Kiyotada e Kiyoharu Kondō.
Opere di entrambi i Kiyonobu sono conservate al Museo del Louvre, nella Collezione Camondo.